# Óscar Romero
(Óscar Arnulfo Romero y Galdámez)
Óscar Arnulfo Romero y Galdámez (Ciudad Barrios, 15 agosto 1917 – San Salvador, 24 marzo 1980) è stato un arcivescovo cattolico salvadoregno.
Fu arcivescovo di San Salvador, capitale di El Salvador. A causa del suo impegno nel denunciare le violenze della giunta militare del suo Paese, fu ucciso da un sicario degli squadroni della morte agli ordini del governo mentre stava celebrando la messa nella cappella di un ospedale. È stato proclamato santo da papa Francesco il 14 ottobre 2018.

## Biografia

### Nascita e ordinazione sacerdotale
Nacque, secondo di otto fratelli, da una famiglia di umili origini. Manifestato il desiderio di diventare sacerdote, ricevette la sua prima formazione nel seminario di San Miguel (1930). I suoi superiori, notando la sua predisposizione agli studi e la docilità alla disciplina ecclesiastica, lo mandarono a Roma. Compì la sua formazione accademica nella Pontificia Università Gregoriana negli anni dal 1937 al 1942, nella Facoltà di Teologia, conseguendo il baccellierato, la licenza e continuando con l'iscrizione a un anno del ciclo di dottorato.

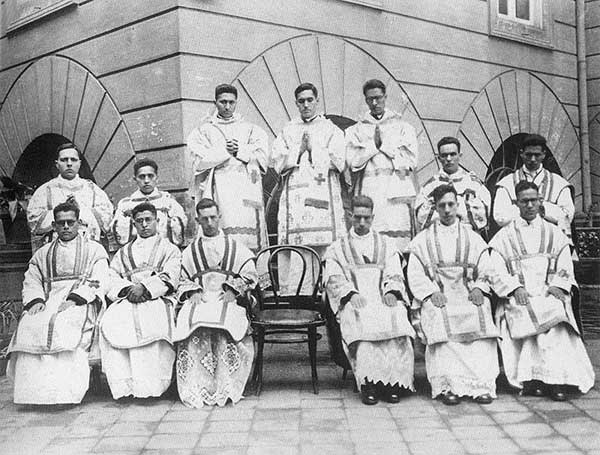
Óscar Romero (in piedi, al centro) il giorno della sua ordinazione presbiterale, 4 aprile 1942

Fu ordinato sacerdote il 4 aprile 1942 e svolse il suo ministero di parroco per pochi anni. In seguito fu segretario di Miguel Angel Machado, vescovo di San Miguel. Venne poi chiamato a essere segretario della Conferenza episcopale di El Salvador.

### Ministero episcopale

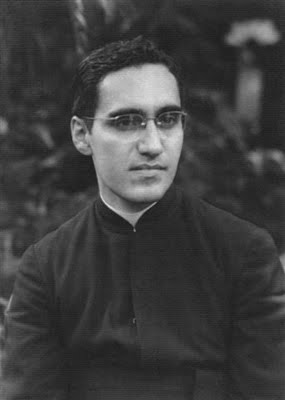
Óscar Romero nel 1941 a Roma

Il 25 aprile 1970 venne nominato vescovo ausiliare di San Salvador, ricevendo l'ordinazione episcopale il 21 giugno 1970 dall'arcivescovo Girolamo Prigione, nunzio apostolico in El Salvador. Diventò così il collaboratore principale di Luis Chávez y González, uno dei protagonisti della seconda conferenza dell'episcopato latinoamericano a Medellín (1968).
Il 15 ottobre 1974 venne nominato vescovo di Santiago de María, nello stesso Stato di El Salvador, uno dei territori più poveri della nazione. Il contatto con la vita reale della popolazione, stremata dalla povertà e oppressa dalla feroce repressione militare che voleva mantenere la classe più povera soggetta allo sfruttamento dei latifondisti locali, provocò in lui una profonda conversione, nelle convinzioni teologiche e nelle scelte pastorali, anche grazie all'influenza del gesuita Jon Sobrino, esponente di punta della teologia della liberazione.
I fatti di sangue, sempre più frequenti, che colpirono persone e collaboratori a lui cari, lo spinsero alla denuncia delle situazioni di violenza che riempivano il Paese. La nomina ad arcivescovo di San Salvador, il 3 febbraio 1977, era stata accolta con soddisfazione dal ceto dirigente locale per le sue posizioni, giudicate conservatrici in materia di dottrina della fede; eppure un primo indizio della sua linea pastorale – pienamente schierata dalla parte dei poveri, e in aperto contrasto con le stesse famiglie che lo sostenevano e che auspicavano in lui un difensore dello status quo politico ed economico – fu dato dalla cerimonia di insediamento arcivescovile, avvenuta il 3 febbraio 1977 in estrema semplicità e senza che fosse diramato il tradizionale invito alle autorità civili e militari. Romero rifiutò anche l'offerta della costruzione di un palazzo vescovile, scegliendo una piccola stanza nella sagrestia della cappella dell'Ospedale della Divina Provvidenza, dove erano ricoverati i malati terminali di cancro.
La morte di padre Rutilio Grande, gesuita, suo amico e collaboratore, assassinato assieme a due catecumeni appena un mese dopo il suo ingresso in diocesi, divenne l'evento che aprì la sua azione di denuncia profetica, che portò la chiesa salvadoregna a pagare un pesante tributo di sangue. L'esercito, guidato dal partito al potere, arrivò a profanare e occupare le chiese, come ad Aguilares, dove vennero sterminati più di duecento fedeli. L'arcivescovo chiese un'inchiesta rigorosa sui delitti e rifiutò di partecipare alla cerimonia di insediamento del presidente Carlos Humberto Romero nel luglio successivo.
Le sue catechesi, le sue omelie, trasmesse dalla radio diocesana, vennero ascoltate anche all'estero, diffondendo la conoscenza della situazione di degrado che la guerra civile stava compiendo nel Paese. La sua popolarità crescente, in El Salvador e in tutta l'America Latina, e la vicinanza del suo popolo, furono in contrasto con l'opposizione di parte dell'episcopato, e soprattutto con la diffidenza di papa Paolo VI. Il 24 giugno 1978, in udienza da quest'ultimo, denunciò
(Nota lasciata al papa Paolo VI da Romero durante l'udienza concessagli il 24 giugno 1978)

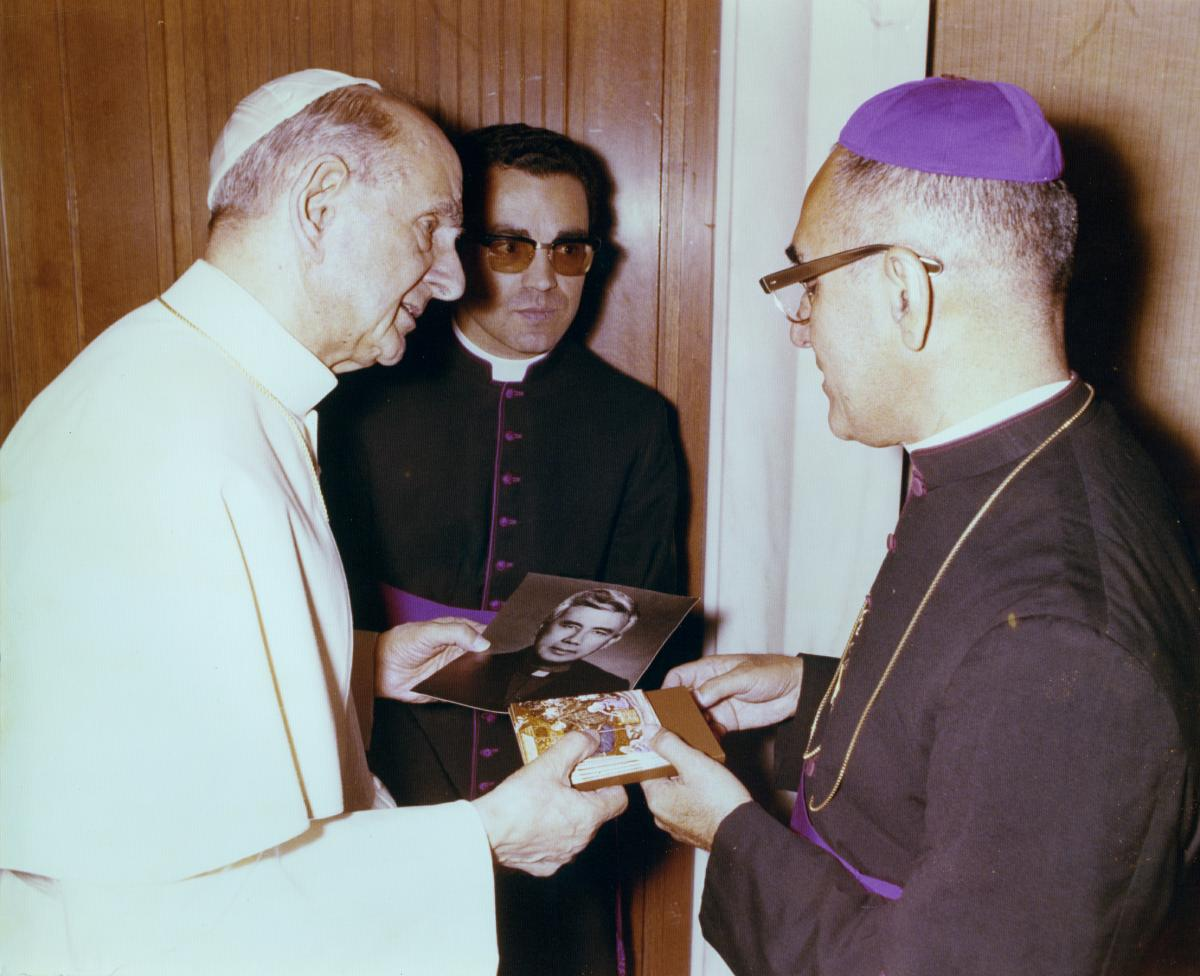
Mons. Romero in udienza da papa Paolo VI il 24 giugno 1978

Secondo i documenti della causa di beatificazione, resi noti nei primi mesi del 2018, una parte dell'episcopato salvadoregno riteneva che Romero fosse "eterodosso, insano di mente, malato psichico in forma grave e fosse plagiato dai suoi consiglieri, specialmente dai gesuiti" e "un uomo pericoloso che andava fermato". Monsignor Gerada si sarebbe dichiaratamente impegnato per una sua rimozione, mentre Paolo VI gli confermò il suo sostegno nell'aprile del 1977 ("Coraggio, è lei che comanda"), ritenendolo un autentico interprete del Concilio.
Nei confronti della teologia della liberazione (alla quale opponeva una teologia della salvazione integrale) era critico, perché vedeva in essa una politicizzazione della fede che eliminava la soprannaturalità del Cristianesimo. Tuttavia, non per questo era cieco e silente sullo scempio che latifondisti, multinazionali e servizi segreti americani facevano della povera gente salvadoregna, che era il suo popolo cristiano. Le sue denunce dell'ingiustizia sociale imposta dai latifondisti e dai militari filoamericani si fondava su un anti-liberismo del tutto conforme al magistero sociale cattolico. Non riuscì a ottenere l'appoggio del nuovo papa, Giovanni Paolo II, che tenne conto delle sue notevoli capacità pastorali e della sua fedeltà al Vangelo, ma fu molto cauto per il timore di una sua eventuale compromissione con ideologie politiche, in realtà infondata nel caso di Romero, che era decisamente ortodosso, creando ostacoli tra l'America Latina e la Santa Sede.

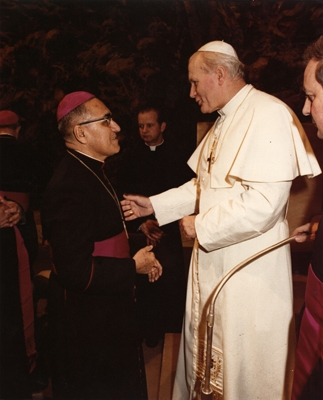
Mons. Romero in udienza da papa Giovanni Paolo II nel maggio 1979

Nel 1979 Romero ebbe un incontro drammatico con papa Giovanni Paolo II, che gli annunziò che avrebbe potuto essere commissariato da un amministratore apostolico. Il vescovo uscì in lacrime dall'incontro con il pontefice, sentendosi abbandonato dal vertice della Chiesa, che si schierava con i suoi avversari fuori e dentro la chiesa salvadoregna. Cinque mesi dopo, nel suo ritorno a Roma, il pontefice lo incoraggiò e gli disse di andare avanti e che avrebbe pregato per lui che era il vicario di Cristo per il popolo di San Salvador. Una sintonia suggellata quando Giovanni Paolo II nel gennaio 1979 arrivò a Puebla, in Messico, per inaugurare la riunione dell'episcopato latinoamericano.
Il 2 febbraio 1980, a Lovanio, in Belgio, ricevette la laurea honoris causa per il suo impegno come difensore dei poveri.

### La morte
Il 23 marzo 1980 l'arcivescovo invitò apertamente gli ufficiali e tutte le forze armate a non eseguire gli ordini, se questi erano contrari alla morale cristiana. Disse: «Io vorrei fare un appello particolare agli uomini dell'Esercito e in concreto alla base della Guardia Nazionale, della Polizia, delle caserme: Fratelli, appartenenti al nostro stesso popolo, uccidete i vostri stessi fratelli contadini; ma rispetto a un ordine di uccidere dato da un uomo deve prevalere la legge di Dio che dice "Non uccidere". Nessun soldato è tenuto a obbedire a un ordine contrario alla Legge di Dio. Vi supplico, vi chiedo, vi ordino in nome di Dio: "Cessi la repressione!"».
"Vi supplico, vi prego, vi ordino in nome di Dio: cessi la repressione!": questo invito all'esercito e alla polizia fu evento scatenante di una reazione del ceto dirigente. Come risposta immediata, gli organi di stampa fedeli al regime pubblicarono una immagine del papa Giovanni Paolo II accompagnata da una frase del pontefice da intendere come monito: "Guai ai sacerdoti che fanno politica nella chiesa perché la Chiesa è di tutti".

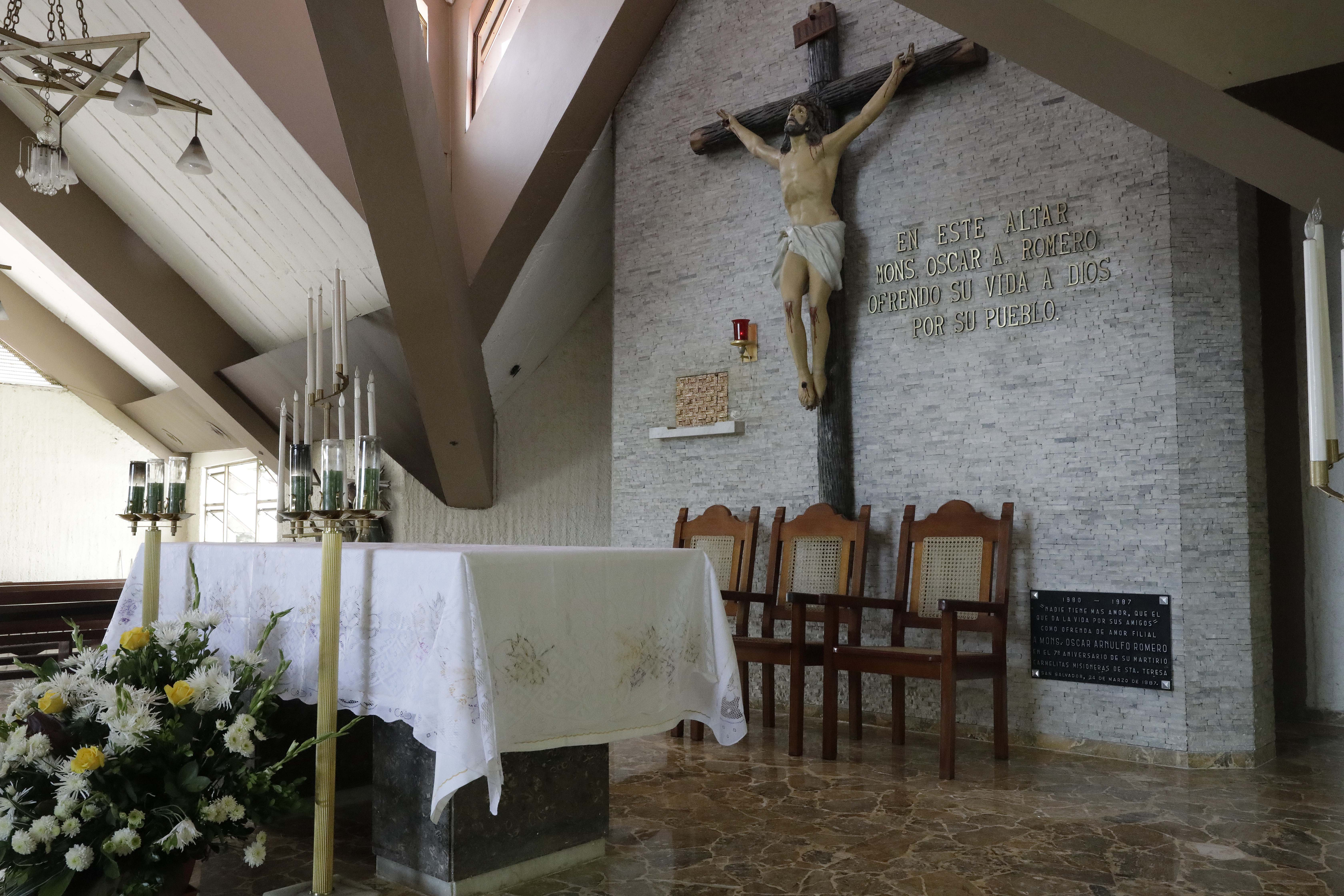
Altare della cappella dell'ospedale della Divina Provvidenza, luogo in cui mons Romero fu assassinato mentre celebrava la messa

Il giorno dopo (24 marzo), mentre stava celebrando la messa nella cappella dell'ospedale della Divina Provvidenza, fu ucciso da un sicario su mandato di Roberto D'Aubuisson, leader del partito nazionalista conservatore ARENA (Alleanza Repubblicana Nazionalista). Nell'omelia aveva ribadito la sua denuncia contro il governo di El Salvador, che aggiornava quotidianamente le mappe dei campi minati mandando avanti bambini che restavano squarciati dalle esplosioni. L'assassino sparò un solo colpo, che recise la vena giugulare, mentre Romero elevava l'ostia nella consacrazione. Morì alle 18:26 di lunedì 24 marzo 1980.
(David Maria Turoldo)

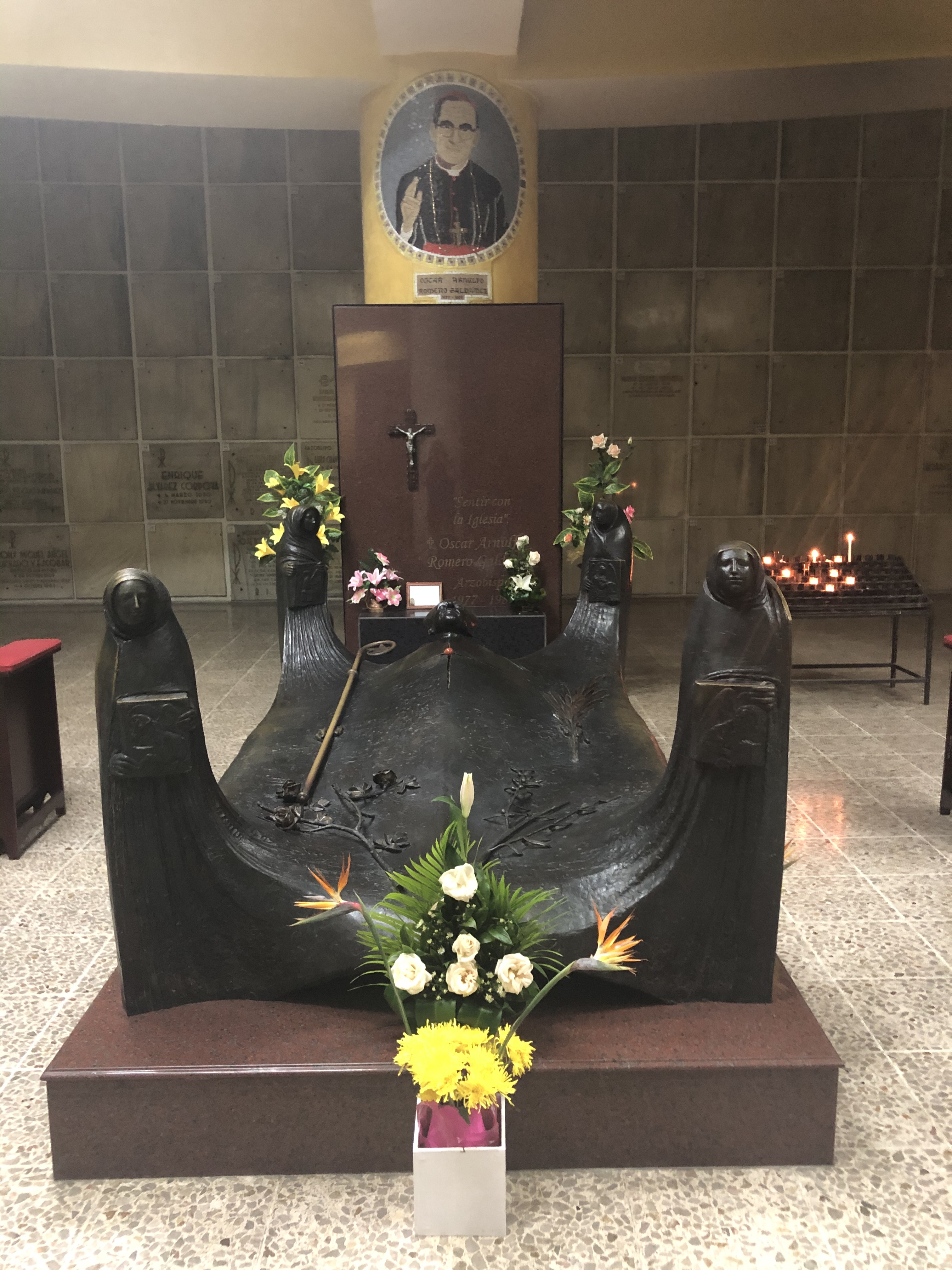
Tomba di mons. Romero nella cripta della cattedrale metropolitana di San Salvador

Giovanni Paolo II non presenziò al funerale, ma delegò a presiedere la celebrazione Ernesto Corripio y Ahumada, arcivescovo di Città del Messico. Durante le esequie l'esercito aprì il fuoco sui fedeli, compiendo un massacro. Il 6 marzo 1983 Giovanni Paolo II rese omaggio a Romero, venerato già come un santo dal suo popolo, sulla sua tomba, nonostante le pressioni del governo salvadoregno.

## Culto
La Chiesa cattolica aprì nel 1996 la causa di beatificazione e gli attribuì il titolo di servo di Dio; come postulatore ufficiale della causa fu nominato monsignor Vincenzo Paglia.
Giovanni Paolo II, in occasione del giubileo del 2000, citò Romero nel testo della "celebrazione dei Nuovi Martiri", riprendendo quasi integralmente quanto aveva scritto il giorno della sua morte alla Conferenza Episcopale salvadoregna:
La sua causa di beatificazione, rimasta ferma per anni, fu sbloccata dall'intervento di papa Benedetto XVI il 20 dicembre 2012 e in seguito proseguita da papa Francesco, che ne desiderava una rapida conclusione, in quanto sulla base della testimonianza del capitano di polizia Alvaro Rafel Saravia - l'unica persona condannata per il suo omicidio - Romero era stato assassinato in odio alla fede. Questa decisione fu comunicata personalmente dal pontefice argentino al postulante della causa, che in un incontro privato aveva auspicato la contemporanea beatificazione di Romero e Pino Puglisi, il presbitero ucciso da Cosa Nostra, e resa pubblica il 22 aprile 2013.

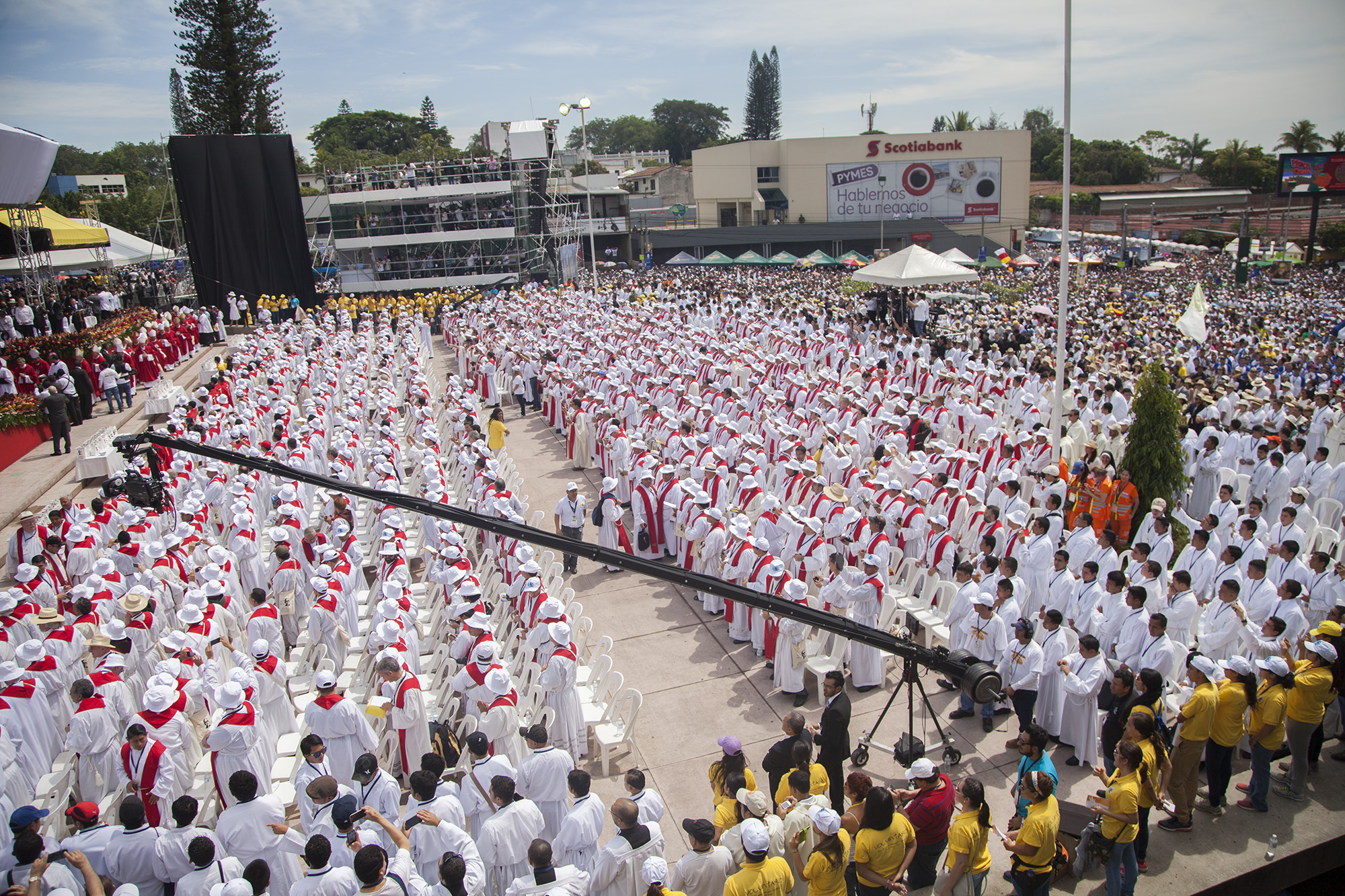
La cerimonia di beatificazione celebrata a San Salvador il 23 maggio 2015

Papa Francesco, con proprio decreto del 3 febbraio 2015, ha infine riconosciuto il martirio in odium fidei di monsignor Romero, che è stato elevato alla gloria degli altari, come beato, in una solenne celebrazione presieduta dall'ex prefetto della Congregazione delle cause dei santi Angelo Amato in San Salvador, il 23 maggio 2015. La sua festa è stata fissata al 24 marzo, giorno della sua uccisione; la stessa giornata è stata proclamata dall'Organizzazione delle Nazioni Unite giornata internazionale per il diritto alla verità sulle gravi violazioni dei diritti umani e per la dignità delle vittime.

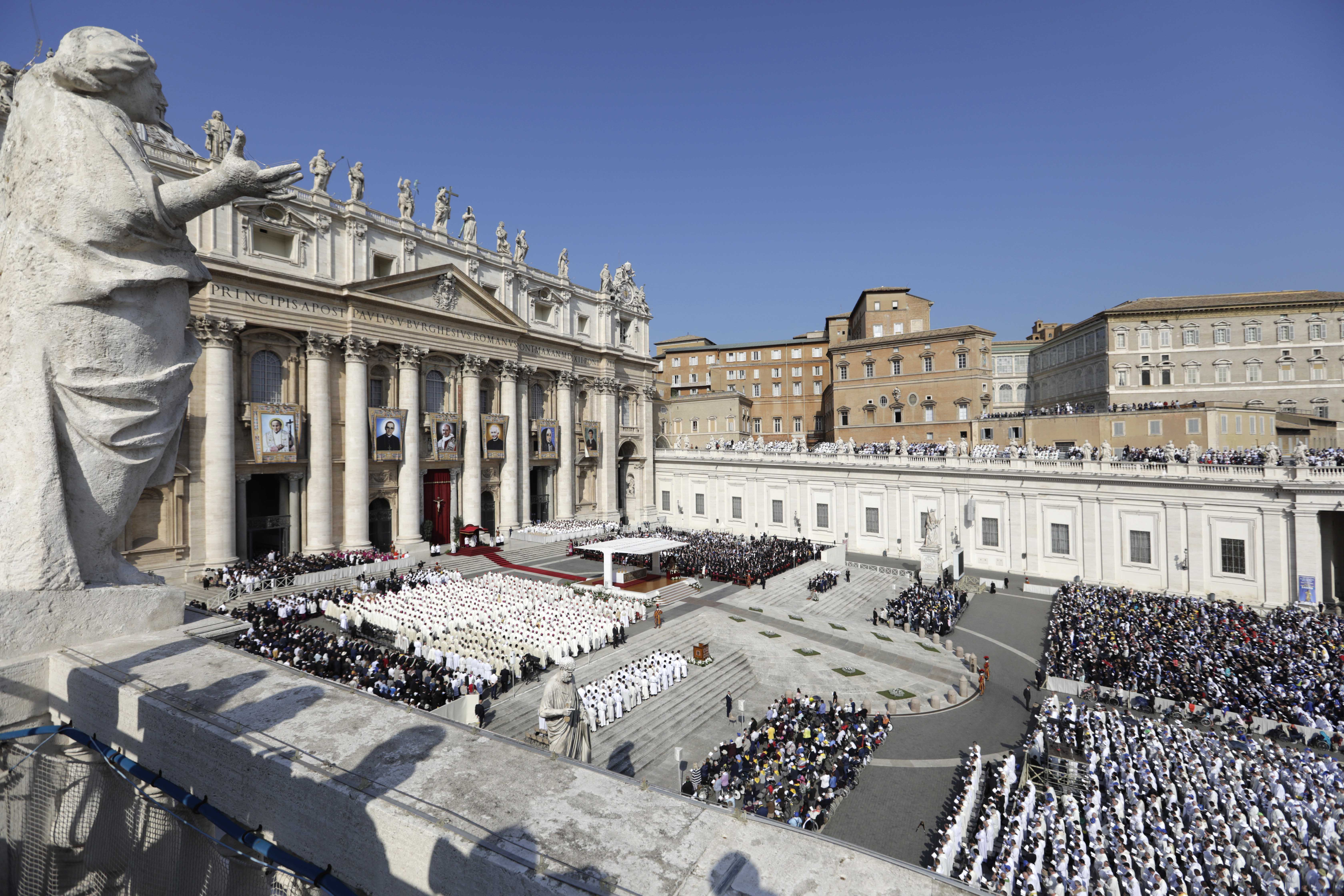
La cerimonia di canonizzazione celebrata in piazza San Pietro il 14 ottobre 2018

Papa Francesco lo canonizzò, insieme a papa Paolo VI e altri cinque beati, il 14 ottobre 2018, durante una solenne celebrazione eucaristica tenutasi in piazza San Pietro. Il miracolo per la canonizzazione riguarda una donna salvadoregna, Cecilia Maribel Flores Rivas, ricoverata in ospedale il 27 agosto 2015. Dopo un parto cesareo, le fu scoperta una grave malattia al fegato e ai reni, di fronte alla quale i medici si erano dichiarati impotenti. Il marito, Alejandro, chiese allora l'intercessione del beato Romero, coinvolgendo nella preghiera un folto gruppo di amici. Dal 9 settembre Cecilia Maribel ebbe un improvviso miglioramento e, nel giro di 72 ore, fu dimessa dall'ospedale guarita, senza avere in seguito ricadute. Anche il bambino, Luis Carlos, gode di ottima salute.
È il primo salvadoregno a essere elevato agli onori degli altari; il primo martire arcivescovo d'America, il primo a essere dichiarato martire dopo il Concilio Vaticano II; il primo santo nativo dell'America centrale, perché, sebbene sia vero che il santo Pedro de San José de Betancur ha fatto tutto il suo lavoro per il quale è stato canonizzato nella città di Santiago de los Caballeros in Guatemala ed è, quindi, anche un santo centroamericano, le sue origini si trovano in Tenerife, Spagna. Inoltre la santificazione da parte della Chiesa cattolica non è la prima che Romero ha ricevuto, dal momento che la Chiesa anglicana lo aveva già incluso nella sua santità ufficiale, proprio come la Chiesa luterana l'aveva già inserito nel suo calendario liturgico.

## Eventi

Statua di monsignor Óscar Romero sulla facciata esterna dell'abbazia di Westminster

Nel luglio del 1998 è stata inaugurata una statua dedicata a Romero, collocata in una nicchia sull'entrata occidentale dell'abbazia di Westminster, con una cerimonia condotta dall'arcivescovo di Canterbury alla presenza della regina Elisabetta II.
A Roma, dal 22 al 29 marzo 2009, si sono tenute le Celebrazioni Romane in onore di Romero, cominciate al convento di Santa Sabina con una conferenza di don Tomás Balduíno O.P. dal titolo Oscar Romero, il coraggio della parola e terminate con una processione e concelebrazione eucaristica solenne nella chiesa di Santa Maria della Luce a Trastevere.

## Libri
- Diario, Molfetta, La Meridiana, 1991.
- Dio ha la sua ora (testi scelti), Roma, Edizioni Borla, 1994.
- La violenza dell'amore (testi scelti), Roma, Città Nuova, 2005.
- (ES) Óscar Romero, Jon Sobrino e Ignacio Ellacuria, Iglesias de los pobres y organizaciones populares, San Salvador, UCA Editores, 1978.

## Genealogia episcopale
La genealogia episcopale è:
- Cardinale Scipione Rebiba
- Cardinale Giulio Antonio Santori
- Cardinale Girolamo Bernerio, O.P.
- Arcivescovo Galeazzo Sanvitale
- Cardinale Ludovico Ludovisi
- Cardinale Luigi Caetani
- Cardinale Ulderico Carpegna
- Cardinale Paluzzo Paluzzi Altieri degli Albertoni
- Papa Benedetto XIII
- Papa Benedetto XIV
- Papa Clemente XIII
- Cardinale Marcantonio Colonna
- Cardinale Giacinto Sigismondo Gerdil, B.
- Cardinale Giulio Maria della Somaglia
- Cardinale Carlo Odescalchi, S.I.
- Cardinale Costantino Patrizi Naro
- Cardinale Lucido Maria Parocchi
- Papa Pio X
- Cardinale Gaetano De Lai
- Cardinale Raffaele Carlo Rossi, O.C.D.
- Cardinale Amleto Giovanni Cicognani
- Arcivescovo Girolamo Prigione
- Arcivescovo Óscar Arnulfo Romero y Galdámez

## Nella cultura di massa

### Cinema
- Salvador, regia di Oliver Stone (1986). Il protagonista, il reporter Richard Boyle (interpretato da James Woods), è testimone della tragica scomparsa dell'arcivescovo.
- Romero, regia di John Duigan (1989). L'arcivescovo è interpretato da Raúl Juliá.
- Romero, Voce dei senza Voce, regia di Maite Carpio (2010). Il documentario, esauriente biografia di Romero, fu trasmesso su Raitre il 3 gennaio 2011 nel corso della trasmissione La grande storia e poi presentato al bif&st 2011 di Bari.

### Teatro
- Romero. The musical (2009). Scritto da Liam Bauress e George Daly, con gli arrangiamenti di Richard Benbow e le coreografie di Lynette Driver, il film è portato in scena dalla compagnia Click Theatre al Jerwood Vanbrugh Theatre, uno dei teatri della Royal Academy of Dramatic Art, in Malet Street, a Londra.